# Жовтий 2G
Жовтий 2G (англ. Yellow 2G) — синтетичний харчовий барвник, зареєстрований як харчовий додаток E107.
Заборонений до використання в харчових продуктах в:
- Австрії
- Норвегії
- Росії
- Україні
- Швеції
- Швейцарії

Заборонений до використання в харчових продуктах у Великій Британії.
В Україні барвника немає в переліку дозволених харчових добавок.